# Danneskiold-Laurvigs Palæ
Danneskiold-Laurvigs Palæ, også kaldt Jernmagasinet, er et tidligere adelspalæ i Store Kongensgade 68 i København, matr.nr. 248 Sankt Annæ Øster Kvarter.
Palæet er opført for grev Ferdinand Anton Danneskiold-Laurvig, som også ejede Gyldenløves lille Palæ i Bredgade. Derfor blev palæet her kaldt "Grev Danneskiold Laurvigs Baggård" (nævnt i register 1756), eftersom de var indbyrdes forbundne via haveanlæg. Navnet Jernmagasinet kommer af, at greven ejede store jernværker i Laurvig i Norge, og at de producerede genstande (kakkelovne mm.) blev solgt fra palæet i Store Kongensgade.
Palæet er opført i rokokostil ca. 1745 af Johann Adam Soherr i 11 fag med fremspringende midtrisalit prydet med pilastre. Risalittens underdel har refendfugning og portgennemkørsel, mens risalittens tre vinduer i beletagen har kurvehanksbuer. Palæet var oprindeligt i tre etager, men en senere etage blev påbygget i 1882. Palæet var det første private rokokopalæ i hovedstaden.
Bygningen blev fredet i 1964. Vinduerne i facaden er af nyere dato.
Der findes et maleri af palæet af Johannes Rach og Hans Heinrich Eegberg.

## Ejerliste
Denne liste er ufuldstændig; hjælp gerne med at udfylde den.
- 1689 Philip Hachwardt, barber
- 1???-1754 Ferdinand Anton Danneskiold-Laurvig
- 1754-1762 Frederik Ludvig Danneskiold-Laurvig
- 1762-1763 Anna Joachimine Danneskiold-Laurvig, født Ahlefeldt (enke)
- 1763-1783 Christian Conrad Danneskiold-Laurvig
- 1806 Johan L. Zinn
- 2008-nu SEB Pensionsforsikring A/S